# Gary Gresdal
 (janvier 2019).
Gary Edward Gresdal (né le 15 janvier 1947 à Port Arthur dans la province de l'Ontario au Canada et mort le 12 mars 2022 à Grand Sudbury (Ontario)) est un joueur canadien de hockey sur glace. Il évoluait au poste de centre.

## Carrière
Sa carrière débute au sein des Pats de Regina, en 1963-1964, dans la Ligue de hockey junior de la Saskatchevan (LHJS). En soixante cinq rencontres, Gary Gresdal cumule soixant-dix huit points et cent quatre-vingt-six minutes de pénalités.
Après une pause d’une année, il signe un contrat avec les Oak Leafs de Des Moines, équipe évoluant en  Ligue internationale de hockey  (LIH) pour la saison 1965-1966. Il loupe la saison suivante, mais revient disputer trois matchs avec eux lors de la saison 1967-1968. Il disputera le reste dans la ligue de hockey senior de l’Ontario avec l’équipe des Mohawks de Belleville.
De 1969 à 1972, il s’impose en Eastern hockey league (EHL) au sein de l’effectif des Devils de Jersey. Lors de la saison 1971-1972, il terminera joueur le plus pénalisé de la ligue en ayant passé trois cent nonante deux minutes sur le banc des pénalités.
Pour la saison 1972-1973, l’équipe des Blazers de Syracuse l’engage et il remporte avec eux la coupe Walker, trophée remis au champion de l’EHL.
Il commence la saison 1973-1974 avec les Six-Guns d'Albuquerque en Ligue centrale de hockey  (LCH), puis est échangé aux Spurs de Denver évoluant en Western hockey league  (WHL).
En 1974-1975, il tente sa chance en Ligue américaine de hockey (LAH), au sein de l’équipe des Eagles de Syracuse. 
La saison 1975-1976, il fait partie de la franchise des Nordiques de Québec, évoluant dans l’Association mondiale de hockey (AMH). Il passera la majeure partie de la saison dans le club école, les Nordiques du Maine en North american hockey league  (NAHL). Il prend sa retraite sportive à la fin de cette saison.

## Statistiques
| Saison     | Équipe                  | Ligue      |    | Saison régulière | Saison régulière | Saison régulière | Saison régulière | Saison régulière |   | Séries éliminatoires | Séries éliminatoires | Séries éliminatoires | Séries éliminatoires | Séries éliminatoires |
| Saison     | Équipe                  | Ligue      | PJ | B                | A                | Pts              | Pun              | PJ               | B | A                    | Pts                  | Pun                  |                      |                      |
| 1963-1964  | Pats de Regina          | LHJS       | 62 | 24               | 54               | 78               | 186              |                  |   |                      |                      |                      |                      |                      |
| 1965-1966  | Oak Leafs de Des Moines | LIH        | 57 | 14               | 21               | 35               | 131              |                  |   |                      |                      |                      |                      |                      |
| 1967-1968  | Oak Leafs de Des Moines | LIH        | 3  | 0                | 0                | 0                | 0                |                  |   |                      |                      |                      |                      |                      |
| 1967-1968  | Mohawks de Belleville   | LHOSr      | -- | --               | --               | --               | --               |                  |   |                      |                      |                      |                      |                      |
| 1969-1970  | Devils de Jersey        | EHL        | 65 | 20               | 27               | 47               | 170              |                  |   |                      |                      |                      |                      |                      |
| 1970-1971  | Devils de Jersey        | EHL        | 71 | 17               | 42               | 59               | 192              |                  |   |                      |                      |                      |                      |                      |
| 1971-1972  | Devils de Jersey        | EHL        | 75 | 13               | 33               | 46               | 392              |                  |   |                      |                      |                      |                      |                      |
| 1972-1973  | Blazers de Syracuse     | EHL        | 52 | 5                | 34               | 39               | 256              | 14               | 3 | 9                    | 12                   | 52                   |                      |                      |
| 1973-1974  | Six-Guns d'Albuquerque  | LCH        | 22 | 2                | 9                | 11               | 52               |                  |   |                      |                      |                      |                      |                      |
| 1973-1974  | Spurs de Denver         | WHL        | 51 | 5                | 10               | 15               | 130              |                  |   |                      |                      |                      |                      |                      |
| 1974-1975  | Eagles de Syracuse      | LAH        | 69 | 2                | 9                | 11               | 162              | 1                | 0 | 0                    | 0                    | 2                    |                      |                      |
| 1975-1976  | Nordiques du Maine      | NAHL       | 42 | 2                | 5                | 7                | 147              | 4                | 0 | 1                    | 1                    | 28                   |                      |                      |
| 1975-1976  | Nordiques de Québec     | AMH        | 2  | 0                | 1                | 1                | 5                | 1                | 0 | 0                    | 0                    | 14                   |                      |                      |
| Totaux AMH | Totaux AMH              | Totaux AMH | 2  | 0                | 1                | 1                | 5                | 1                | 0 | 0                    | 0                    | 14                   |                      |                      |